# Howden-le-Wear
Howden-le-Wear är en by i kommunen Durham i grevskapet Durham i England. Byn är belägen 14,5 km 
från Durham. Orten har 1 535 invånare (2015).